# Slowakije van A tot Z

Locatie van Slowakije

## A
Jozef Adamec - 
Agrarische Partij - 
Andy Warhol Museum voor Moderne Kunst - 
Štadión Antona Malatinského - 
FC Artmedia Bratislava - 
Ján Arpáš - 
Lijst van Slowaakse autosnelwegen

## B
Igor Bališ - Bánovce nad Bebravou - Banská Bystrica (stad) - Banská Bystrica (regio) - Belianske Tatra - Bisdom Banská Bystrica - Miroslav Barčík - Bardejov - Milan Barényi - Karol Beck - Jacqueline Belenyesiová - Beskiden - Bodrog (rivier) - Bojnice - Braniskotunnel - Bratislava - Bratislava (regio) - Aartsbisdom Bratislava - Brezno - Bryndzové halušky - Bytča

## C
Čadca - 
Marek Čech - 
Dominika Cibulková - 
Marián Čisovšký -  
Kyla Cole - 
Comenius Universiteit Bratislava - 
Kamil Čontofalský - 
Corgoň Liga - 
Miroslav Chvíla - 
Juraj Czinege

## D
DAC 1904 Dunajská Streda - 
Ferdinand Daučík - 
Deelnemers UEFA-toernooien Slowakije - 
Pavol Demitra - 
Igor Demo - 
David Depetris - 
Detva - Devín - 
Pavol Diňa - 
D1 - 
D2 - 
D3 - 
D4 - 
Dolný Kubín - 
Donau - 
Miroslav Drobňák - 
Alexander Dubček - 
ZTS Dubnica - 
Peter Dubovský - 
Štadión pod Dubňom - 
Dukla Banská Bystrica - Dunajská Lužná - Dunajská Streda - Ján Ďurica - Milan Dvorščík - Peter Dzúrik - Mikuláš Dzurinda

## E
Eerste Slowaakse Republiek

## F
Martin Fabuš - Ľubomír Faktor - Robert Fico - Peter Fieber - Fluwelen Revolutie - Ľubomír Ftáčnik

## G
Jozef Gabčík - Galanta - Dušan Galis - Ivan Gašparovič - Róbert Gavenda - István Gergely - Gerlachovský štít - Gelnica - Geschiedenis van Slowakije - Miloš Glonek - Vratislav Greško - Stanislav Griga - Groot-Moravische Rijk - Jarmila Groth - Ľubomír Guldan

## H
Marek Hamšík - Slowaaks handbalteam (vrouwen) - Daniela Hantuchová - Zoltán Harsányi - Katarína Hasprová - Michal Hipp - Andrej Hlinka - Peter Hlinka - Hlohovec - Milan Hodža - Hoge Tatra - Lijst van hogeronderwijsinstellingen in Slowakije - Filip Hološko - Hongaarse minderheid in Slowakije - Csaba Horváth - Marián Hossa - Dominik Hrbatý - Hron - Vladimír Hriňák - Humenné - 1. HFC Humenné - Janette Husárová - Miroslav Hýll

## I
Ilava - Lenka Ilavská - Inter Bratislava - Ipeľ - ISO 3166-2:SK

## J
Martin Jakubko - 
Tibor Jančula - 
Jozef Jankech - 
Vladimír Janočko - 
Erik Jendrišek - 
Róbert Jež - 
Matej Jurčo

## K
Zdenko Kaprálik - Miroslav Karhan - Karpaten - Kežmarok - Vladimír Kinder - Karol Kisel - Ján Kocian - Komárno - Miroslav König - Mikuláš Konopka - Košice - Košice (regio) - Aartsbisdom Košice - MFK Košice - Ivan Kozák - Ján Kozák (1954) - Ján Kozák (1980) - Jozef Kožlej - Vladimír Kožuch - Kraj - Radoslav Král - Roman Kratochvíl - Kriváň (berg) - Kriváň (plaats) - Miloš Krško - Krupina - Ladislao Kubala - František Kubík - Karol Kučera - Kristína Kučová - Zuzana Kučová - Anastasiya Kuzmina - Andrej Kvašňák - Kvetoslavov - Kysucké Nové Mesto

## L
Lage Tatra - Peter Lérant - Levice - Levoča - Martin Lipčák - Liptovský Mikuláš - Lokomotiva Košice - Lučenec - Ľubomír Luhový

## M
Magyarisatie - 
Peter Machajdík - 
Štefan Maixner - 
Jozef Majoroš - 
Malacky - 
Anton Malatinský -  
Manet (motorfiets) - 
Marie Valeriebrug - 
Michal Martikán - 
Martin (Slowakije) - 
Pavol Masaryk - 
FK Matador Púchov - 
Igor Matsipura - 
Janko Matúška - 
Miloslav Mečíř - 
Medzilaborce - 
Ľubomír Michalík - 
Michalovce - 
Ľuboš Micheľ - 
Militair ordinariaat (Slowakije) -
Marek Mintál - 
Ladislav Molnár  - 
Morava - 
Ľubomír Moravčík - 
Martina Moravcová - 
Ratislav Mores - 
Ján Mucha - 
Myjava

## N
Slowaakse naamdagenkalender - Nad Tatrou sa blýska - Námestovo - Nationale Raad van de Slowaakse Republiek - Neco - Szilárd Németh - Ondrej Nepela - Nitra - Nitra (regio) - Bisdom Nitra - FC Nitra - Ladislav Niznansky - Jakub Novák - Nové Mesto nad Váhom - Nové Zámky - Nový Most

## O
Oezj - 
Pavel Olšiak - 
Oostenrijk-Hongarije - 
Tomáš Oravec

## P
Michal Pančík - Partij van de Slowaakse Wedergeboorte - Partizán Bardejov - Partizánske - Štadión Pasienky - Mário Pečalka - Peter Pekarík - Marek Penksa - Dušan Perniš - Penta - Martin Petráš - Petržalka - Pezinok - Piešťany - Attila Pinte - Jozef Pisár - Poltár - Ján Popluhár - Valentina Popova - Poprad (rivier) - Poprad (stad) - Andrej Porázik - Považská Bystrica - Prešov - Prešov (regio) - Prievidza - Príkra - Púchov

## R
Dušan Radolský - 
Regio's van Slowakije - 
Ľubomír Reiter -
Andrej Rendla - 
Revúca - 
Rimavská Sobota - 
FC Rimavská Sobota - 
Martin Riška - 
Lijst van rivieren in Slowakije - 
Rožňava - 
Bisdom Rožňava -
Ružomberok - 
MFK Ružomberok - 
Magdaléna Rybáriková

## S
Sabinov - Juraj Sagan - Peter Sagan - Šaľa - Šamorín -  Marek Sapara - Cecília Schelingová - Martina Schindler - Rudolf Schuster - Filip Šebo - Róbert Semeník - Senec - FC Senec - Senica - Stanislav Šesták - Július Šimon - Ján Šipeky - Skalica - SkyEurope - Ján Šlahor - Slatina (rivier) - Ondrej Slobodník - Slovak Airlines - Samuel Slovák - Slovak Telecom - Slovan Bratislava - Slovenský Pohár - Slowaaks - Slowaaks kenteken - Slowaaks voetbalelftal - Slowaakse euromunten - Slowaakse kroon - Slowaakse voetbalbond - Slowaakse Vrijheidspartij - Slowaken - Slowakije - Slowakije en het Eurovisiesongfestival - Snina - Sobrance - Spartak Trnava - Marek Špilár - Spiš - Bisdom Spiš - Spišská Nová Ves - Spišské Podhradie - Spišský hrad - Stará Ľubovňa - Lijst van steden in Slowakije - Milan Rastislav Štefánik - Anton Stredák - Stropkov - Tomáš Stúpala - Ľudovít Štúr - Slowaakse Supercup - Andrej Šupka - Kamil Susko - Dušan Švento - Svidník

## T
Tatra (gebergte) - Štadión Tatran - 1. FC Tatran Prešov - Tehelné pole - Theater Arena - Jaroslav Timko - Milan Timko - Jozef Tiso - Tisza - Dušan Tittel - Anton Tkáč - Róbert Tomaschek - Topoľčany - Trebišov - AS Trenčín - Trenčín - Trenčín (regio) - Trnava - Trnava (regio) - Aartsbisdom Trnava - Bohumil Trnečka - Richard Trutz - Tsjecho-Slowakije - Turčianske Teplice - Tvrdošín

## U
Uhrovec - Marek Ujlaky

## V
Váh - Ján Valach - Jozef Valachovič - Stanislav Varga - Martin Velits - Peter Velits - Veľký Krtíš - Alexander Vencel sr. - Alexander Vencel jr. - Jozef Vengloš - Róbert Vittek - Vlag van Bratislava (regio) - Vlag van Bratislava (stad) - Vlag van Slowakije - Lijst van vlaggen van Slowaakse deelgebieden - Vlkolínec - Petra Vlhová - Slowaaks voetballer van het jaar - Slowaakse voetbalinternationals - Slowaaks voetbalelftal - Vranov nad Topľou - Vrede van Presburg - Dušan Vrťo - Martin Vyskoč - Matej Vyšňa

## W
Wapen van Slowakije - Vladimír Weiss (1964) - Vladimír Weiss (1989) - Westelijke Tatra

## Z
Radoslav Zabavník - Žarnovica - Železnice Slovenskej republiky - Marián Zeman - Žiar nad Hronom - Žilina (stad) - Žilina (regio) - Bisdom Žilina - MŠK Žilina - FC ViOn Zlaté Moravce - Zlaté Moravce - Vladislav Zvara - Zvolen